# ジョナサン・ウィートリー
ジョナサン・ウィートリー（Jonathan Wheatley、1967年5月7日 - ）は、イギリスの自動車技術者であり、自動車レースのフォーミュラ1（F1）のチームマネージャー/スポーティングディレクターとして知られる。

## 経歴

### ベネトン/ルノー
1990年代初めにベネトン・フォーミュラにメカニックとして加入し、これがF1における最初の仕事となる。
チームは2001年にルノーF1になり、ウィートリーは同年から2005年までチーフメカニックを務めた。

### レッドブル
2006年にレッドブル・レーシングが設立され、チームに加わったウィートリーはチームマネージャーを任され、2018年からはスポーティングディレクターを務めている。これらの役職は、チーム代表のクリスチャン・ホーナーを補佐し、トラックサイドの運営を統括する仕事で、レース中にレギュレーションと合致しているかなどをめぐって国際自動車連盟（FIA）のレースディレクターへの確認などを行うことも仕事となる（チームやドライバーがペナルティに問われてレース後審議になった場合にレーススチュワードに会いに行く役割も含む）。
ピットストップ

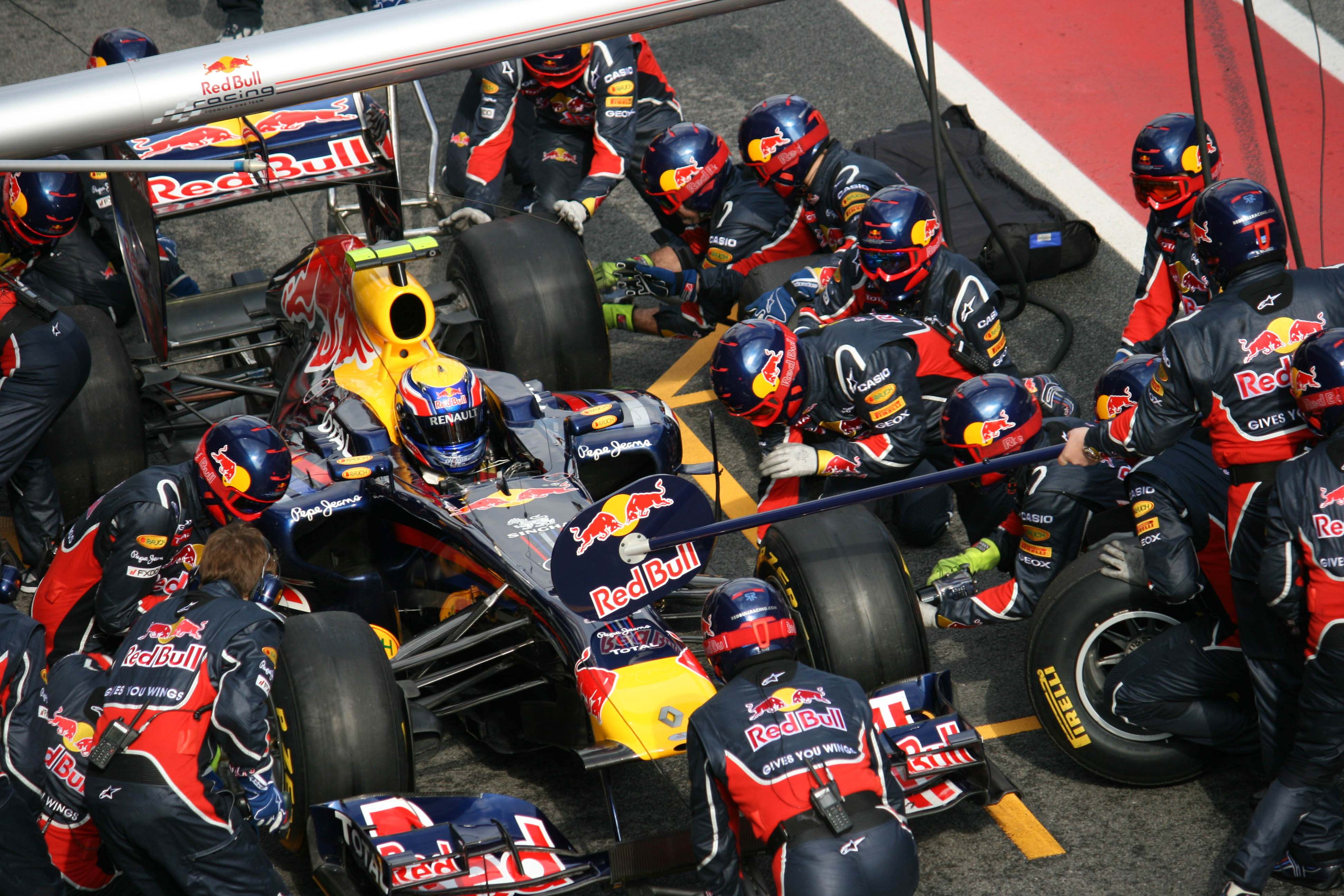
レッドブルのピットストップ

ウィートリーはかつてベネトンに加入した頃にピットストップの非公式な新記録を作ったピットクルーの一員だったことがあり、レッドブルではピットストップの作業速度の向上を職務のひとつとしていた。
ウィートリーの指導の下、2018年にレッドブルのメカニック陣はレース中のピット作業（タイヤ交換）において「2秒」の壁を破った最初のピットクルーとなった。さらに、2019年ブラジルグランプリでは、1.82秒という新記録を作った。レッドブルはF1におけるピット作業が年間通して最も速かったチームに贈られるDHLファステスト・ピットストップ・アワードを2018年から2024年まで7年連続で受賞しており、これはウィートリーの功績だとみなされている（2024年途中でウィートリーはチームを離脱）。
2021年アブダビGP
2021年シーズンの最終戦アブダビGPの最終盤でセーフティーカー（SC）が出動した際、レースディレクターのマイケル・マシにウィートリーがした「確認」はそのレースとタイトル争いの結果を大きく左右したと考えられている。
セーフティーカーの後ろで首位のルイス・ハミルトン（メルセデス）が走行し、周回遅れの車を挟んでレッドブルのマックス・フェルスタッペンが2番手を走っていた。フェルスタッペンの逆転優勝を狙ったウィートリーは、マシに「周回遅れの車を隊列の後方に追いつかせる必要はない。（SCの）前に出すだけでいい」と主張し、それに（なぜか）従ったマシは、周回遅れの車を前に出し、フェルスタッペンがハミルトンの真後ろについた状態でレースを再開させた。結果として、フェルスタッペンはこのレースで優勝し、チャンピオンタイトルを獲得した。この時のマシの判断はレース直後から物議をかもし、ウィートリーとの間でこうした会話があったことが発覚したことで、また物議をかもした。一方、F1のスポーティングレギュレーション（競技規則）の知識を駆使してマシと交渉して1周のレース再開と有利な状況を引き出したウィートリーは、以前からF1関係者の間ではよく知られた人物だったが、この一件で一層広く知られるようになった。

### アウディ
2024年8月、ウィートリーがレッドブルを離れ、2026年から参戦予定のアウディでチーム代表に就任することが発表された。アウディF1の前身となるザウバーでは、2025年シーズンの開幕を前に、チーム代表のアレッサンドロ・アルニ・ブラビが離脱することになった。当初の予定では、ウィートリーのチームへの加入は2025年7月以降となると見られていたが、同年4月1日よりチーム代表に就任することが正式に発表された。